# Postfeminizm
Postfeminizm (przedstawiany również jako post-feminizm) – termin używany do opisania reakcji na sprzeczności w feminizmie, zwłaszcza feminizmie drugiej i trzeciej fali. Termin postfeminizm jest czasem mylony z kolejnymi feminizmami, takimi jak feminizm czwartej fali i „kolorowy feminizm” (ang. women of color feminism) (np. haki, 1996; Spivak, 1999).
Ideologię postfeminizmu rozpoznaje się po jego kontraście z dominującym lub poprzedzającymi go falami feminizmu. Niektóre formy postfeminizmu dążą do kolejnego etapu rozwoju związanego z gender i jako takie są często postrzegane jako sprzyjające społeczeństwu, które nie jest już definiowane przez role binarne i płciowe. Postfeministka to osoba, która wierzy w ideologie wynikające z feminizmu lat 70., promuje je lub uosabia, czy to wspierając, czy też antagonizując klasyczny feminizm.
Postfeminizm można uznać za krytyczny sposób rozumienia zmienionych relacji między feminizmem, popkulturą i kobiecością. Postfeminizm może również stanowić krytykę feminizmu drugiej lub trzeciej fali, kwestionując ich binarne myślenie i esencjalizm, ich wizję seksualności i postrzeganie relacji między kobiecością a feminizmem. Może to również skomplikować lub nawet całkowicie zaprzeczyć przekonaniu, że absolutna równość płci jest konieczna, pożądana lub realistycznie osiągalna.
Feminizm drugiej fali jest często krytykowany za bycie zbyt „białym”, zbyt „heteroseksualny”, co powoduje, że potrzeby kobiet z grup i kultur uważających się za marginalizowane są ignorowane. Jednak, ponieważ intersekcjonalność jest produktem feminizmu trzeciej fali, odniesienia do takich jak postfeministyczne są otwarte na wyzwania i mogą być bardziej właściwie uznane za feministyczne.

## Historia
Choć postfeminizm został po raz pierwszy wykorzystany w latach 80. XX wieku do opisania buntu wobec feminizmu drugiej fali, obecnie jest wykorzystywany jako etykieta dla wielu teorii, które przyjmują krytyczne podejście do poprzednich dyskursów feministycznych i zawierają wyzwania dla idei drugiej fali feminizmu. Można go również wykorzystać do powołania się na pogląd, że feminizm nie ma już znaczenia dla dzisiejszego społeczeństwa.
Z biegiem lat znaczenie postfeminizmu rozszerzyło się, obejmując wiele różnych znaczeń, jak to ma miejsce w przypadku feminizmu. W literaturze feministycznej definicje zazwyczaj dzielą się na dwie główne kategorie: 1) „śmierć feminizmu”, „antyfeminizm”, „feminizm nie ma teraz znaczenia” oraz 2) kolejny etap feminizmu, czyli feminizm, który przecina się z innymi filozofiami/teoriami „post-”, takimi jak postmodernizm, poststrukturalizm i postkolonializm.
W 1919 roku powstało czasopismo, w którym „żeńskie radykałki literackie” stwierdziły, że „interesują się teraz ludźmi – nie mężczyznami i kobietami”, że „moralne, społeczne, ekonomiczne i polityczne standardy „nie powinny mieć nic wspólnego z płcią”, że „byłoby to „prokobiece bez bycia antymęskim”” oraz że „ich postawa [jest nazywana] „postfeminizmem””.
Terminu tego użyto w latach osiemdziesiątych XX wieku do określenia buntu wobec feminizmu drugiej fali. Postfeminizm jest obecnie etykietą dla wielu teorii, które przyjmują krytyczne podejście do poprzednich dyskursów feministycznych i zawierają wyzwania dla idei drugiej fali. Inne postfeministki twierdzą, że feminizm nie ma już znaczenia dla dzisiejszego społeczeństwa. Amelia Jones napisała, że teksty postfeministyczne, które pojawiły się w latach 80. i 90. XX wieku, przedstawiały feminizm drugiej fali jako monolit i zbytnio uogólniały swoją krytykę.
Lata 90. przyniosły popularyzację tego terminu, zarówno w świecie akademickim, jak i w świecie mediów. Był on postrzegany jako termin zarówno pozytywny, jak i pejoratywny. Toril Moi, profesor na Uniwersytecie Duke’a, pierwotnie ukuła ten termin w 1985 roku jako odniesienie w polityce seksualnej/tekstualnej, by promować feminizm, który zdekonstruowałby binarny podział między równością opartą na „liberalnym” feminizmie a różnicami lub „radykalnym” feminizmem. Istnieje zamieszanie wokół zamierzonego znaczenia „post” w kontekście „postfeminizmu”. Dotyczy ono samego znaczenia „postfeminizmu” od lat dziewięćdziesiątych XX wieku. Podczas gdy termin ten wydawał się z jednej strony zapowiadać koniec feminizmu, z drugiej strony sam stał się miejscem polityki feministycznej.
Obecnie historia feminizmu charakteryzuje się walką o ustalenie aktualnej sytuacji – często artykułowaną jako troska o to, czy istnieje jeszcze coś takiego jak „feminizm” – poprzez pisanie o przeszłości. To właśnie tutaj niepokojące jest znaczenie post- jako historycznej przerwy, ponieważ post- sugeruje umieszczenie feminizmu w historii poprzez ogłoszenie końca tej historii. Potwierdza to następnie historię feminizmu jako należącą do przeszłości. Niektórzy twierdzą jednak, że nie jest możliwe, by feminizm został zrównany z post-, gdy jest to nie do pomyślenia, ponieważ byłoby to tym samym, co nazywanie obecnego świata postrasistowskim, postklasistycznym i postseksistowskim społeczeństwem.

## Charakterystyka
Na początku lat 80. XX wieku anglosaskie media zaczęły oznaczać nastoletnie kobiety i kobiety w wieku dwudziestu kilku lat jako pokolenie postfeministyczne. Po dwudziestu latach termin postfeministka nadal jest używany w odniesieniu do młodych kobiet, które mają czerpać korzyści z ruchu kobiet poprzez zwiększony dostęp do zatrudnienia i edukacji oraz nowe układy rodzinne, ale jednocześnie nie dążą do dalszych zmian politycznych – stwierdziła Pamela Aronson, profesor socjologii. Postfeminizm jest tematem szeroko dyskutowanym, ponieważ sugeruje, że feminizm jest martwy i ponieważ równość, którą zakłada, jest w dużej mierze mitem.
Według prof. D. Diane Davis, postfeminizm jest tylko kontynuacją tego, czego chce feminizm pierwszej i drugiej fali.
Badania przeprowadzone na Uniwersytecie Stanowym w Kent zawęziły postfeminizm do czterech głównych twierdzeń:
- poparcie dla feminizmu spadło;
- kobiety zaczęły nienawidzić feminizm i feministki;
- społeczeństwo osiągnęło już równość społeczną, przez co feminizm stał się przestarzały;
- etykieta „feministka” została znienawidzona z powodu negatywnego piętna[9].

## Przykłady prac nt. postfeminizmu
W książce z 1994 roku Who Stole Feminism?, Christina Hoff Sommers uznaje wiele kwestii z nowoczesnej akademickiej teorii feministycznej i ruchu feministycznego za ginocentryczny. Nazywa to „feminizmem płci” i proponuje „feminizm sprawiedliwy” (ang. equity feminism) – ideologię, która ma na celu pełną równość cywilną i prawną. Argumentuje ona, że podczas gdy feministki, które uznaje jako feministki genderowe, opowiadają się za preferencyjnym traktowaniem i przedstawiają kobiety jako ofiary, feminizm sprawiedliwy stanowi realną alternatywę dla feminizmu. Te opisy i inne jej prace sprawiły, że Hoff Sommers została opisana jako antyfeministka przez niektóre inne feministki.
Niektóre współczesne feministki, takie jak Katha Pollitt czy Nadine Strossen, uważają, że feminizm polega po prostu na tym, że „kobiety są ludźmi”. Poglądy, które raczej oddzielają płeć niż ją jednoczą, są uważane przez te pisarki za seksistowskie niż feministyczne.
Jednym z najwcześniejszych współczesnych zastosowań tego terminu był artykuł Susan Bolotin z 1982 roku „Voices of the Post-Feminist Generation”, opublikowany w The New York Times Magazine. Artykuł ten opierał się na szeregu wywiadów z kobietami, które w dużej mierze zgadzały się z celami feminizmu, ale nie identyfikowały się jako feministki.
Susan Faludi w swojej książce „Backlash: The Undeclared War Against American Women” z 1991 r. stwierdziła, że w latach osiemdziesiątych XX w. udało się zredefiniować na nowo feminizm. Argumentowała, że skonstruował on ruch na rzecz wyzwolenia kobiet jako źródło wielu problemów, które rzekomo nękały kobiety pod koniec lat 80. Argumentowała również, że wiele z tych problemów było iluzorycznych, skonstruowanych przez media bez wiarygodnych dowodów. Według niej, tego typu retrospekcje to trend historyczny, powracający, gdy okazuje się, że kobiety osiągnęły znaczne korzyści w dążeniu do uzyskania równych praw.
Angela McRobbie argumentowała, że dodanie przedrostka post- do feminizmu podważyło postępy, jakie feminizm poczynił w osiąganiu równości dla wszystkich, w tym kobiet. Jej zdaniem, postfeminizm sprawił, że równość została osiągnięta i feministki mogą teraz skupić się całkowicie na czymś innym. McRobbie uznała, że postfeminizm był najwyraźniej widoczny w tak zwanych feministycznych produktach medialnych, takich jak Dziennik Bridget Jones, Seks w wielkim mieście oraz Ally McBeal. Postacie kobiece, takie jak Bridget Jones i Carrie Bradshaw, twierdziły, że są wyzwolone i wyraźnie cieszą się swoją seksualnością, ale to, czego nieustannie szukały, to jedyny mężczyzna, który uczyniłby wszystko wartym zachodu.
Reprezentacje postfeminizmu można znaleźć w popkulturze. Postfeminizm jest postrzegany w mediach jako forma feminizmu, która akceptuje kulturę popularną, zamiast ją odrzucać, co było typowe dla feministek drugiej fali. Wiele popularnych filmów z lat 90. i początku 2000. uważa się za prace postfeministyczne, ponieważ skupiają się one na kobietach, które są wzmacniane przez popularne kulturowe reprezentacje innych kobiet. Z tego powodu postfeministki stwierdziły, że takie media są bardziej dostępne i inkluzywne niż wcześniejsze reprezentacje kobiet w mediach; niektóre feministki uważają jednak, że prace postfeministyczne zbytnio skupiają się na kobietach z białej klasy średniej.
Za przykład mogą służyć takie filmy jak Diabeł ubiera się u Prady, Xena: Wojownicza księżniczka, Pamiętnik księżniczki oraz Buffy: Postrach wampirów. Innym przykładem jest Seks w wielkim mieście. Carrie Bradshaw z tego filmu to przykład postaci żyjącej w postfeministycznym życiu. Podczas gdy jej postać próbuje żyć seksualnie wyzwolonym stylem życia, Bradshaw utknęła bez końca dążąc do miłości i walidacji przez mężczyznę. Równowaga pomiędzy niezależnym życiem Bradshaw jako odnoszącej sukcesy felietonistki a pragnieniem znalezienia męża jest przykładem napięcia postfeminizmu. Wiele z tych prac dotyczy również kobiet, które monitorują swój wygląd jako formę samozarządzania, czy to w formie diet, ćwiczeń, czy też – co jest najpopularniejsze – całkowitą zmianą otoczenia.
Literatura postfeministyczna – znana również jako chick lit – była krytykowana przez feministki za podobne tematy i pojęcia. Jednak gatunek ten jest również chwalony za pewność siebie, dowcipność i złożoność, wprowadzanie tematów feministycznych, obracanie się wokół kobiet i wymyślanie na nowo standardów fikcji. Przykłady można znaleźć również w filmie Słodkie kłamstewka. Przykłady te badają złożoność kobiecości w społeczeństwie, które zakłada równość płci, co jest zgodne z postfeminizmem. Ciągła inwigilacja i samokontrola bohaterek serialu ukazuje występy krytycznego spojrzenia wymuszonego na dziewczętach. Materializm i performance dziewcząt w Słodkich kłamstwkach krytykuje koncepcję pełnej równości płci w społeczeństwie, a tym samym oferuje krytykę postfeminizmu.
W artykule na temat reklam biżuterii drukowanej w Singapurze Michelle Lazar przeanalizowała, w jaki sposób konstrukcja „postfeministycznej” kobiecości dała początek neoliberalnej hybrydzie „wyraźnego poczucia siebie lub tożsamości swojego ja”. Stwierdziła ona, że rosnąca liczba zarabiających kobiet doprowadziła do aktualizacji wizerunku kobiet przez reklamodawców, ale poprzez tę hybrydę postfeministycznej tożsamości swojego ja, reklamodawcy znaleźli sposób na ponowne zainstalowanie nowej normatywności, która współistnieje ze status quo”. Postfeministyczne reklamy i moda zostały skrytykowane za używanie kobiecości jako towaru zawoalowanego jako wyzwolenie.